# Hastingsia (mosdiertje)
Hastingsia is een geslacht van mosdiertjes uit de familie Hastingsiidae en de orde Cyclostomatida. De wetenschappelijke naam werd in 1944 gepubliceerd door Borg.

## Soorten
- Hastingsia gracilis (MacGillivray, 1883)
- Hastingsia irregularis Borg, 1944
- Hastingsia pygmaea Borg, 1944
- Hastingsia whitteni Taylor, Waeschenbach, Smith & Gordon, 2015

Niet geaccepteerde soort:
- Hastingsia pygmacea Borg, 1944 → Hastingsia pygmaea Borg, 1944